# Atletismo nos Jogos Pan-Americanos de 1967 - 10000 m masculino
A prova dos 10000 m masculino nos Jogos Pan-Americanos de 1967 foi realizada em Winnipeg, Canadá.

## Medalhistas
| Ouro                          | Prata                 | Bronze                       |
| Van Nelson USA Estados Unidos | Dave Ellis CAN Canadá | Tom Laris USA Estados Unidos |

## Resultados
| Posição           | Nome            | Nacionalidade      | Tempo   | Notas |
| ----------------- | --------------- | ------------------ | ------- | ----- |
| Medalha de ouro   | Van Nelson      | USA Estados Unidos | 29:17.4 |       |
| Medalha de prata  | Dave Ellis      | CAN Canadá         | 29:18.4 |       |
| Medalha de bronze | Tom Laris       | USA Estados Unidos | 29:21.6 |       |
| 4                 | Juan Martínez   | MEX México         | 29:27.2 |       |
| 5                 | Víctor Mora     | COL Colômbia       | 30:57.8 |       |
| 6                 | Ron Wallingford | CAN Canadá         | 31:03.4 |       |
| 7                 | Mario Cutropia  | ARG Argentina      | N/D     |       |
| 8                 | Harry Prowell   | GUY Guiana         | N/D     |       |